# American Horror Story: Apocalypse
American Horror Story: Apocalypse is het achtste seizoen van de Amerikaanse dramaserie American Horror Story.
In de loop van dit seizoen komen verschillende personages terug in beeld die eerder in de seizoenen Murder House, Coven en Hotel te zien waren.

## Rolverdeling

### Hoofdbezetting
- Sarah Paulson als Wilhemina Venable / Cordelia Goode / Billie Dean Howard
- Evan Peters als Mr. Gallant / James Patrick March / Tate Langdon / Jeff Pfister
- Adina Porter als Dinah Stevens
- Billie Lourd als Mallory
- Leslie Grossman als Coco St. Pierre Vanderbilt
- Cody Fern als Michael Langdon
- Emma Roberts als Madison Montgomery
- Cheyenne Jackson als John Henry Moore
- Kathy Bates als Miriam Mead / Delphine LaLaurie

### Special guests
- Frances Conroy als Myrtle Snow / Moira O'Hara
- Billy Eichner als Brock / Mutt Nutter
- Joan Collins als Evie Gallant / Bubbles McGee
- Lily Rabe als Misty Day
- Stevie Nicks als zichzelf
- Carlo Rota als Anton LaVey
- Dylan McDermott als Dr. Ben Harmon
- Connie Britton als Vivien Harmon
- Jessica Lange als Constance Langdon
- Angela Bassett als Marie Laveau

### Terugkerende bezetting
- Kyle Allen als Timothy
- Ash Santos als Emily
- Jeffrey Bowyer-Chapman als Andre Stevens
- Taissa Farmiga als Zoe Benson / Violet Harmon
- Gabourey Sidibe als Queeny
- Billy Porter als Behold Chablis
- Erika Ervin als The Fist
- Jon Jon Briones als Ariel Augustus
- BD Wong als Baldwin Pennypacker

## Afleveringen
| Afleveringnummer | Afleveringnummer | Titel                  | Eerste uitzending VS |
| Serie            | Seizoen          | Titel                  | Eerste uitzending VS |
| ---------------- | ---------------- | ---------------------- | -------------------- |
| 85               | 1                | The End                | 12 september 2018    |
| 86               | 2                | The Morning After      | 19 september 2018    |
| 87               | 3                | Forbidden Fruit        | 26 september 2018    |
| 88               | 4                | Could It Be... Satan?  | 3 oktober 2018       |
| 99               | 5                | Boy Wonder             | 10 oktober 2018      |
| 90               | 6                | Return to Murder House | 17 oktober 2018      |
| 91               | 7                | Traitor                | 24 oktober 2018      |
| 92               | 8                | Sojourn                | 31 oktober 2018      |
| 93               | 9                | Fire and Reign         | 7 november 2018      |
| 94               | 10               | Apocalypse Then        | 14 november 2018     |